# Livonia svedese
La Livonia svedese fu un possedimento dell'Impero svedese dal secondo decennio del XVII secolo fino al 1721.

## Storia
La Livonia svedese, che costituiva la parte meridionale dell'Estonia e la parte settentrionale della Lettonia, rappresentò la conquista di quasi tutta quella che era la Livonia posseduta dalla Confederazione Polacco-Lituana, conquista che fu completata nel 1629.
Anche se la Livonia e la città di Riga erano sotto controllo svedese, il territorio non fu formalmente ceduto fino al trattato di Oliva del 1660, con cui la parte minore della regione, mantenuta dalla Confederazione Polacco-Lituana, fu chiamata Inflantia.
L'Impero svedese cedette la Livonia all'Impero russo con il trattato di Nystad nel 1721.

## Governatori generali
- Jacob De la Gardie (1622-1628)
- Gustav Horn (1628–1629)
- Johan Skytte (1629–1633)
- Nils Assersson Mannersköld (1633–1634)
- Bengt Bengtsson Oxenstierna (1634-1643)
- Herman Wrangel (1643)
- Erik Eriksson Ryning (1644)
- Gabriel Bengtsson Oxenstierna (1645–1647)
- Magnus Gabriel De la Gardie (1649–1651)
- Gustav Horn (1652-1653)
- Magnus Gabriel De la Gardie (1655-1657)
- Axel Lillie (1661)
- Bengt Gabrielsson Oxenstierna (1662–1665)
- Clas Åkesson Tott (1665–1671)
- Fabian von Fersen (1671–1674)
- Krister Klasson Horn (1674–1686)
- Jacob Johan Hastfer (1687-1695)
- Erik Dahlberg (1696-1702)
- Carl Gustaf Frölich (1702–1706)
- Adam Ludwig Lewenhaupt (1706–1709)
- Henrik Otto Albedyll (1709)
- Niels Jonsson Stromberg af Clastorp (1709–1710)